# Calystegia macrostegia
Calystegia macrostegia ist eine Pflanzenart aus der Gattung der Zaunwinden (Calystegia) aus der Familie der Windengewächse (Convolvulaceae). Die Art ist in Kalifornien und Mexiko verbreitet.

## Beschreibung
Calystegia macrostegia ist ein ausdauernder, unbehaarter bis dicht kurzbehaarter Strauch oder Halbstrauch der einen holzigen Caudex als Überdauerungsorgan bildet. Die Äste sind dünn, weich und kletternd bis holzig und hochkletternd. Sie erreichen Längen von 1 bis 9 m. Die Blattspreiten haben eine Länge von bis zu 13 cm und sind meist breit dreieckig geformt und gelappt.
Die Blütenstände bestehen aus einer bis einigen Blüten, die Blütenstandsstiele sind meist länger als die sie begleitenden Laubblätter. Die Vorblätter sind 6 bis 37 mm lang, 4 bis 30 mm breit, lanzettlich bis mehr oder weniger rund, ganzrandig, flach bis sackartig und direkt unterhalb des Kelches ansetzend und diesen mehr oder weniger umfassend. Die Kelchblätter haben eine Länge von 7 bis 25 mm. Die Krone ist weiß oder verblassend pink gefärbt und hat eine Länge von 22 bis 68 mm.

## Verbreitung
Die Art ist von der Central Coast in Kalifornien bis nach Mexiko entlang des Pazifiks endemisch verbreitet. Die Art kommt meist in trockenen, felsigen und mehr oder weniger küstennahen Gebieten in Höhenlagen unterhalb von 1000 m vor.

## Systematik
Man kann sechs Unterarten unterscheiden:
- Calystegia macrostegia subsp. amplissima Brummitt: Sie kommt auf Inseln in Kalifornien vor.[1]
- Calystegia macrostegia subsp. arida (Greene) Brummitt: Sie kommt im zentralen Kalifornien vor.[1]
- Calystegia macrostegia subsp. cyclostegia (House) Brummitt: Sie kommt im westlich-zentralen, im südwestlichen Kalifornien und in Mexiko vor.[1]
- Calystegia macrostegia subsp. intermedia (Abrams) Brummitt: Sie kommt im südwestlichen Kalifornien vor.[1]
- Calystegia macrostegia subsp. macrostegia: Sie kommt in Kalifornien und im Mexiko vor.[1]
- Calystegia macrostegia subsp. tenuifolia (Abrams) Brummitt: Sie kommt im südlichen Kalifornien und im mexikanischen Baja California vor.[1]